# 弘仁 (清朝)

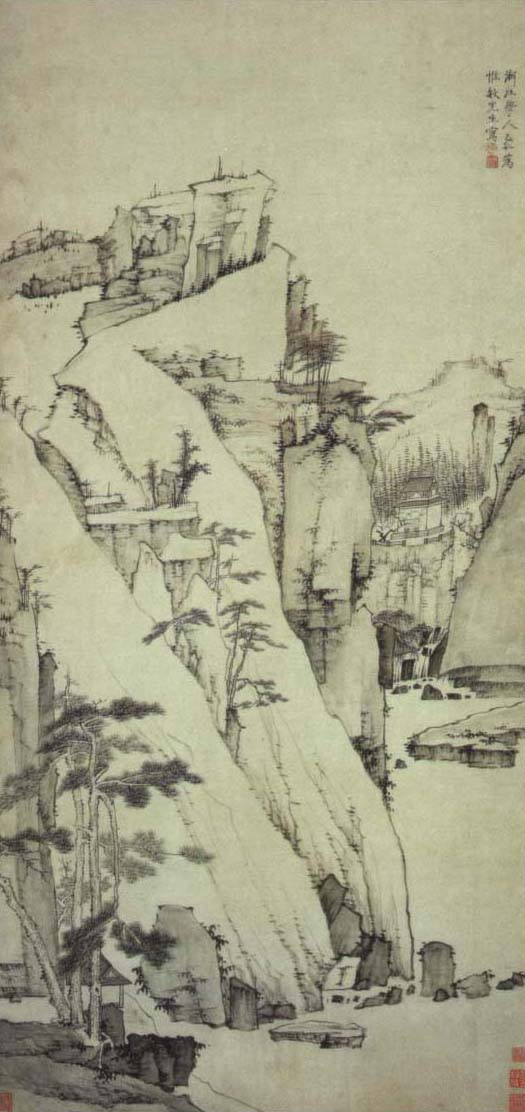
弘仁《松壑清泉圖》，廣東省博物館藏

弘仁（1610年—1664年），俗姓江，名韜，字六奇；又名舫，字鸥盟，明亡后于福建武夷山出家为僧，法名弘仁，字无智，号渐江、梅花古衲。安徽歙县人，明末清初畫家，与石涛、髡残、八大山人并称为清初“四僧”。擅画山水，初学宋人，晚法萧云从、倪瓒等，笔法清刚简逸，意趣高洁俊雅。尤好绘黄山松石，为“新安画派”创始人，和查士標、孫逸、汪之瑞并称“新安四大家”。兼写梅竹，工诗。

## 簡介
江韜生於萬曆三十八年（1610年），其父早歿，家境清貧，事母至孝以聞，“以鉛槧膳母”。早年從汪無涯師研讀四書五經，習舉子業。並開始賣畫養家。崇祯十二年（1639年），曾和李永昌、孙逸等五人联画《冈陵图》卷给李生白祝寿。清兵入關後，曾赴閩投奔唐王，参加抗清斗争，但終究不能挽救時局。在極度失望的心情下，清順治四年（1647年）在武夷山削髮出家，法名弘仁，住西郊太平兴国寺和五明寺，常往来於黃山、白岳之间。 
出家後的弘仁，寄興於自然，曾作“偶將筆墨落人間，綺麗亭台亂後刪，花草吳宮皆不問，獨餘殘沈寫鍾山”的詩句。
康熙二年（1664年）六月十六日，回到歙縣，在豐溪富商吳曦家留憩旬日，吳家為其接風，一日在舟上解衣作畫，受了風寒，回五明禪寺後就病倒了。是年十二月二十二日，圓寂於五明禪寺。

## 藝術特色
弘仁一生勤於學習，無日不看書作畫，因而詩、書、畫皆有很深的造詣，其中以畫的成就最大。他的山水畫筆墨精謹，格局簡約，山石取勢峻峭方硬，林木造型盤弩猶勁，雖師法倪瓚，但又能“於極瘦削處見腴潤，極細弱處見蒼勁，雖淡無可淡，而饒有餘韻”。弘仁的山水畫很少用粗筆深墨和點染皴擦，畫整體較淡色，線條疏簡，畫山時多用長線，給人以一派純淨、幽曠而又峻逸雋永的意境。
弘仁在書法及詩詞上亦有造詣。其行书法颜真卿，楷书学倪云林，畢得其神韵。

## 作品
弘仁傳世畫作不多，估計數量不足200幅，而且大多已收藏在世界各地博物館中，在自由市場可謂一畫難求。
- 故宮博物院收藏有《枯槎短荻圖》及《西岩松雪图》。
- 上海博物館收藏有《黄海松石圖》。
- 廣東省博物館收藏有《松壑清泉圖》。
- 香港藝術館收藏有《雲根丹室圖》。
- 美國檀香山藝術學院收藏有《秋景山水圖》。[6]

另外，他亦留下不少詩詞作品，后人辑成《画偈集》，收其詩148首。

## 墓葬
渐江墓，位于安徽歙县。